# 井関次郎左衛門
井関 次郎左衛門（いせき じろうざえもん、生没年不詳）は、室町時代後期、戦国時代の能面彫刻家。近江井関2代目。

## 生涯
井関家は正親町三条公綱が応仁の乱を逃れ近江国浅井郡丁野村（現長浜市小谷丁野町）に隠棲したことに始まり、公綱六代の孫が「近江井関」初代上総介親信と言われる。初代上総介は当時面工六作と言われた名人能面師の一人比叡山の僧三光坊（越前国平泉寺の僧とも言われる）に能面彫刻を習った。上総介親信の父は浅井家被官で横山城主であった三田村左衛門国定であった。近江は「近江猿楽六座」を中心に猿楽や能が古来より盛んな地であったことから、猿楽・能に必要な能面を多数必要とし「近江井関」と呼ばれる能面師が活躍した。
井関次郎左衛門は近江国坂田郡七条村（現長浜市七条町）に住した能面師「近江井関」の2代目。「近江井関」の作品は裏面に「ヰセキ」の銘があったことから「片仮名ヰセキ」とも呼ばれる。2代次郎左衛門宗信は、親信に師事し独創的な作面を行った。彩色が粗く、固く光沢は乏しく梨肌と独特の作風で評価を得た。能面師として天下一の御朱印を受けた井関家重は孫に当たる。